# Остин, Колин
Колин Остин (англ. Colin Austin; 26 июля 1941, Мельбурн — 13 августа 2010, Кембридж) — британский филолог-классик и папиролог. Профессор Кембриджа, член Британской академии (1983).

## Биография
Родился в семье австралийского профессора французского языка Ллойда Остина и его супруги француженки Jeanne-Françoise Guérin. Когда Колину было пять лет, семья переехала в Британию, а затем во Францию, где он и вырос. Его отец был членом Британской академии с 1968 года.
Остин учился сначала в лицее в Париже, затем в Манчестерской средней школе (Manchester Grammar School), в кембриджском Колледже Иисуса (Jesus College) (бакалавр), а в оксфордском Крайст-Чёрч сэр Хью Ллойд-Джонс руководил его диссертацией на докторскую степень по Аристофану (1965).
Также в Оксфорде Остин обучался папирологии.
С 1965 года научный сотрудник, с 1969 года преподаватель, с 1989 года профессор, с 2008 года эмерит-профессор греческого языка Кембриджского университета. Одновременно в 1965—2005 годах директор классических штудий и в 1998—2008 годах профессор греческого языка кембриджского колледжа Тринити Холл. Член последнего (1965—2008), затем эмерит. Являлся другом оксфордского профессора Питера Парсонса.
Умер от рака.
Жена с 1967 года — художница и гравер Mishtu Mazumbar, сын и дочь, внуки.

## Основные работы
- Aristophanes, Thesmophoriazusal, 2004
- Posidippo di Pella, epigrammi, 2001
- Nova fragmenta Euripidea, 1968
- Poetae comici graeci, (8 vols), 1983-2001